# Dolmen und Menhire des Midi

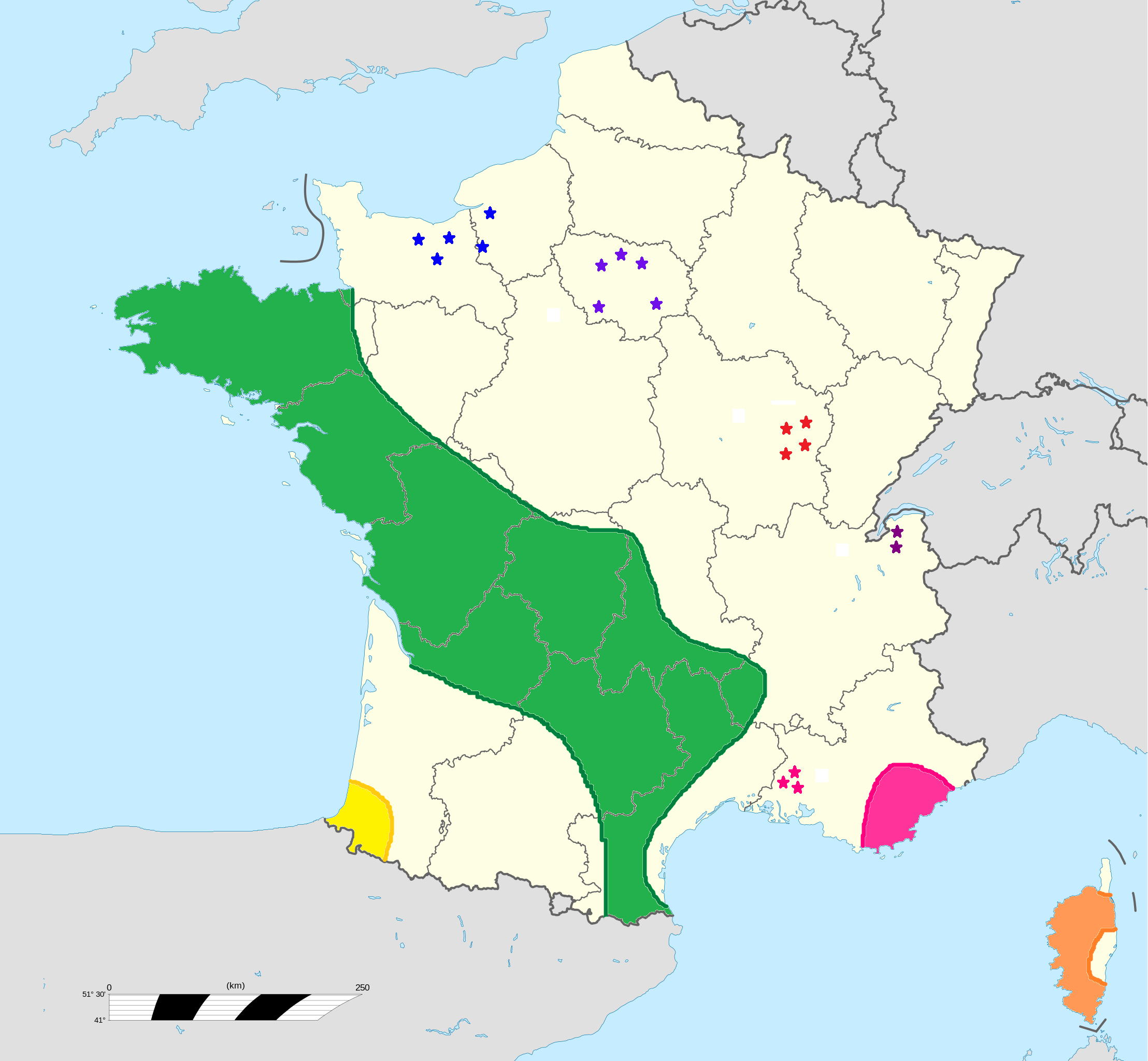
Verteilung von Dolmen
* Cluster von Anlagen anderen Typs

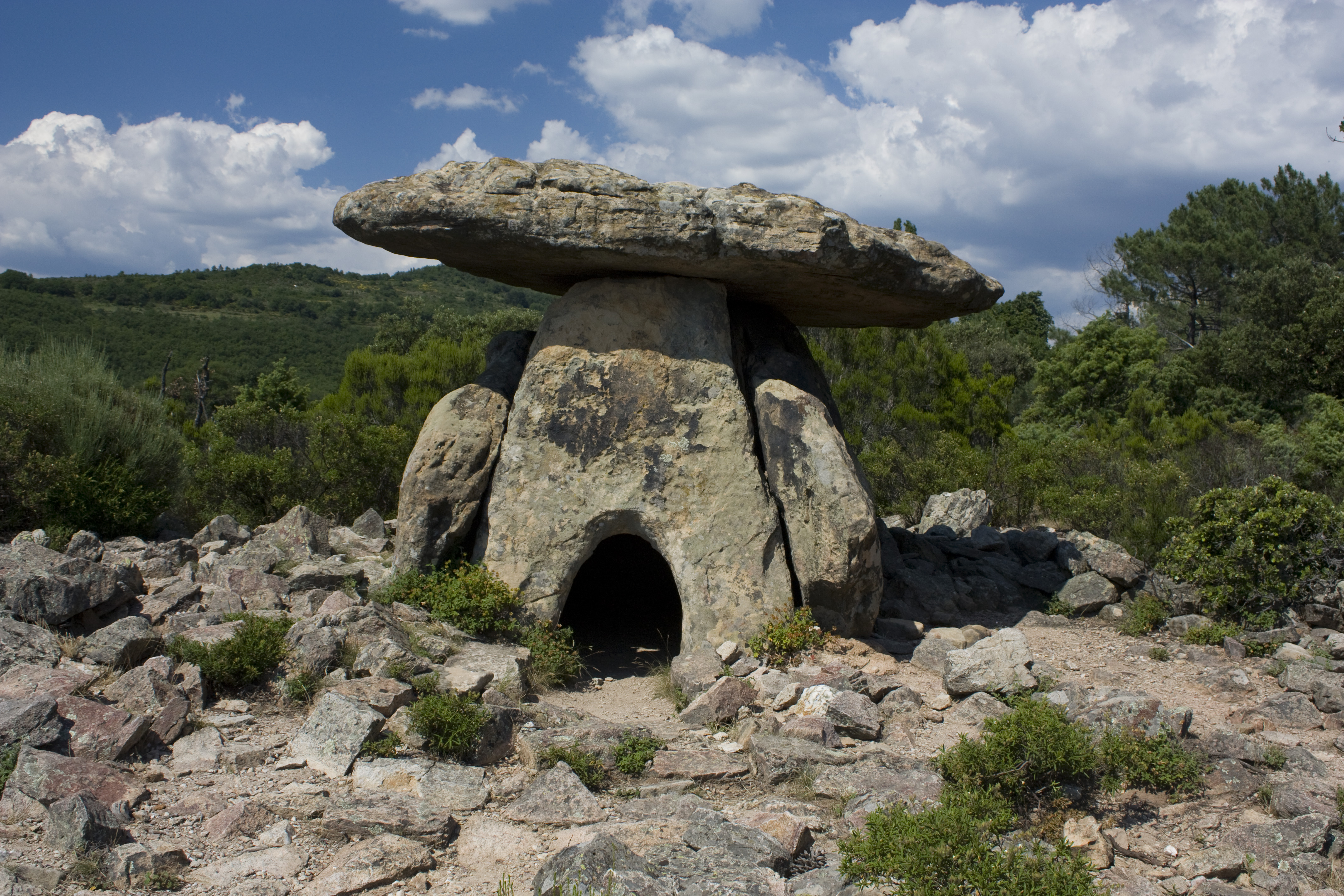
Dolmen de Coste-Rouge im Hérault

Jean Clottes teilt die Dolmen und Menhire des Midi in den Départements des Midi (Südfrankreich) in zehn Gruppen ein, von denen zwei Statuenmenhire und acht Dolmen betreffen. Dolmen ist in Frankreich der Oberbegriff für neolithische Grabanlagen (siehe: französische Nomenklatur).
Clottes zählt auch Dolmen aus Trockenmauerwerk zu den Megalithanlagen.
- Am Rande der Pyrenäen liegen (beiderseits der Staatsgrenze):
  - im Westen die „Dolmens du Pays Basque“ GELB (Gasteynia-Dolmen, Dolmen von Buluntza, Dolmen de la Chabola de La Hechicera (dt. Hexenhütte), Dolmen von Pouey-Mayou).
  - im Osten die „Dolmens du Roussillon“ (z. B. Dolmen Na Cristiana).
- An der Garonne liegt
  - die Gruppe der „Allée couvertes Aquitaines“ (z. B. Dolmen von Mouleyre).
- An der Dordogne und den Unterläufen von Lot und Aveyron liegen
  - die „Dolmens du Quercy“ (z. B. Dolmen Dolmen de la Pierre Martine).
- An den Oberläufen von Lot, Aveyron und Tarn liegen
  - die „Dolmens des Grands Causses“ (z. B. Dolmen von Ronc Traoucat)
- An der Ardèche liegen
  - die „Dolmens de L’Ardeche“. Das Gebiet hat mit 800 Dolmen das zweitgrößte Areal nach der Bretagne (z. B. Dolmen du Calvaire, Dolmen du Chanet, Nekropole im Bois des Géantes).
- An der Aude liegen
  - die „Dolmens du Minervois“ (z. B. Dolmen Lo Morrel dos Fados und Dolmen de Pépieux-Minervois).
- zwischen Castres und Nimes liegen
  - die „Dolmens Languedociennes“ (z. B. Dolmen du Lamalou, Bois des Géantes und Dolmen de Gallardet)
- in der Provence liegt eine weitere sehr unterschiedliche Gruppe (Lila) (Pierre de la Fée).

Die Statuenmenhire bilden eine
- östliche Gruppe „Statues menhirs Languedociennes“ und eine
- westliche Gruppe „Statues menhirs Rouergates“.

## Anmerkung
1. ↑  nicht berücksichtigt sind die unskulpierten Menhire des Midi, die in der Umgebung der Dolmen zu finden, aber typologisch nicht zu trennen sind